# 联盟货运航空

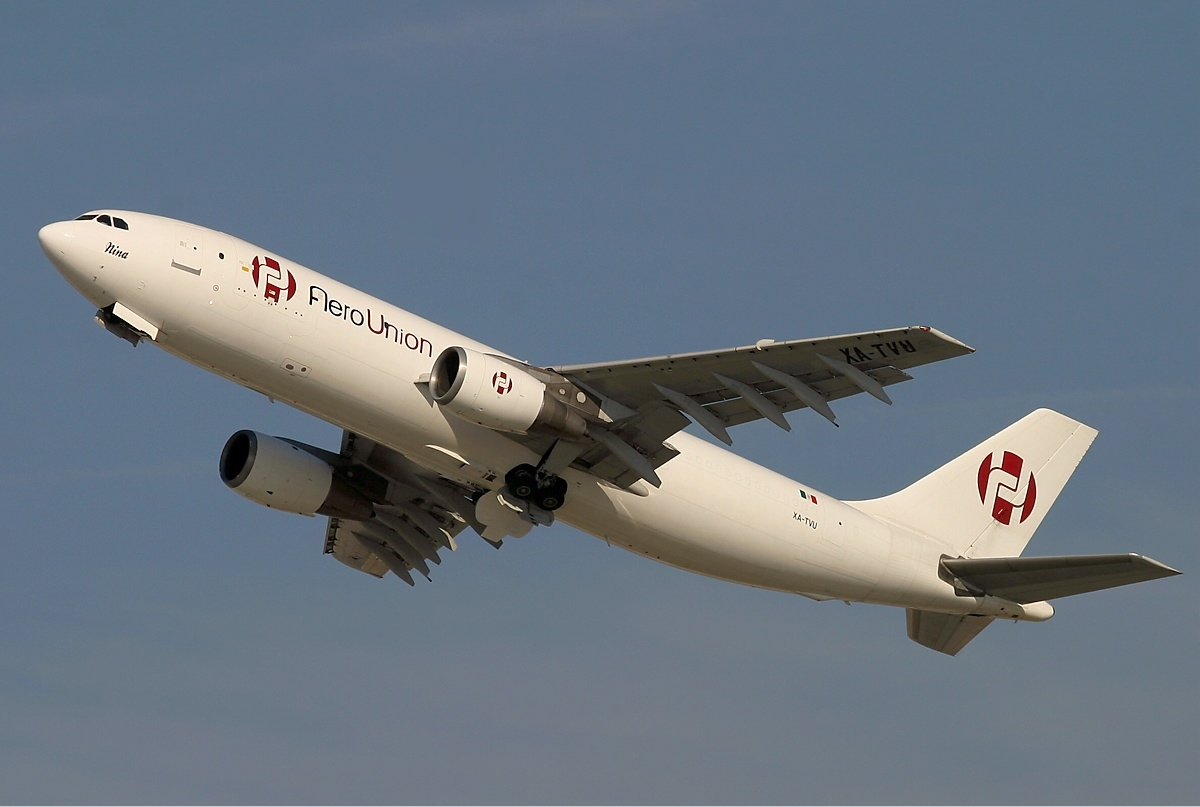
联盟货运航空的一架A300B4-203F

联盟货运航空（西班牙语：Aerotransporte de Carga Unión S.A. de C.V.，通常被称为AeroUnion）是一家墨西哥的货运航空公司。该公司的基地位于墨西哥城国际机场。联盟货运航空运营着数条墨西哥境内和美墨之间的航线。

## 历史
联盟货运航空成立于1998年3月5日, 但是直到2000年11月美国运输部才批准了该公司的美墨航线。2001年7月这些航线才正式开始运营。2006年1月21日，公司取得了飞往洛杉矶航线的经营权。

## 目的地
截止2010年9月，联盟货运航空在以下机场拥有定期航班：
- 墨西哥
  - 瓜达拉哈拉 - 唐米格尔·伊达尔戈·科斯特利亚国际机场
  - 墨西哥城 - 墨西哥城国际机场（枢纽）

- 美国
  - 洛杉矶 - 洛杉矶国际机场
  - 芝加哥 - 奥黑尔国际机场

另外，联盟货运航空还提供不定期的包机服务飞往境内，美国，加勒比海地区，中美洲及南美洲。

## 机队
截止2014年10月，联盟货运航空拥有如下飞机:
- 5架空中客车A300B4-203F（其中一架封存中）
- 2架波音767-241ER/BDSF

## 意外事件
- 2010年4月13日，联盟货运航空302号班机执飞从墨西哥城飞往蒙特雷的航线，在进近时坠毁在马里亚诺·埃斯科韦多将军国际机场附近的一条高速公路上，机上5人及地面上1人遇难。[7]